# Baai van Mobile
De Baai van Mobile  is een inham in de Golf van Mexico aan de kust van de staat Alabama in de Verenigde Staten. De toegang wordt gevormd door het schiereiland Fort Morgan ten oosten en het Dauphin Island ten westen.
De Mobile en de Tensaw River monden uit in het noorden van de baai, waardoor het een estuarium is. De rivieren Dog, Deer en East Fowl monden uit in het westen van de baai en de rivier Fish doorkruist de oostelijke zijde van de baai.